# لجنة الإنقاذ الدولية
لجنة الإنقاذ الدولية وتختصر (IRC) هي منظمة غير حكومية تهدف إلى تقديم المساعدات الإنسانية والتنمية الدولية. تأسست في عام 1933 بطلب من ألبرت أينشتاين.

## التاريخ
كانت لجنة الإنقاذ الدولية (IRC) هي الفرع الأمريكي لجمعية الإغاثة الدولية (التي اندمجت لاحقًا مع منظمة إغاثة أخرى)، والتي أسسها ألبرت أينشتاين في عام 1931. كانت لجنة الإنقاذ الدولية في البداية منظمة تساعد أولئك الذين فروا ألمانيا النازية وظهرت حسب الحاجة وسعت عملائها.

### التأسيس
تأسست جمعية الإغاثة الدولية (IRA) في عام 1931 في ألمانيا من قبل فصيلين يساريين، حزب المعارضة الشيوعي (KPO) وحزب العمال الاشتراكي (SAP). كان الغرض منه مساعدة ضحايا اضطهاد واضطهاد الدولة. بعد أن استولى النازيون على السلطة عام 1933، نقلت المنظمة مقرها الرئيسي إلى باريس.
يتألف حزب KPO من «المعارضة اليمينية» - الشيوعيين الذين تم تطهيرهم من قبل ستالين في عام 1929 بسبب دعمهم لنيكولاي بوخارين. وكان من بين هؤلاء الذين تم تطهيرهم جاي لوفستون الرئيس السابق للحزب الشيوعي الأمريكي. كان لوفستون هو الذي شكل قسمًا أمريكيًا في جمعية الإغاثة الدولية في عام 1933. وكان من بين أولئك الذين انضموا إليه ألبرت أينشتاين. كان الغرض منه مساعدة الألمان الذين يعانون في ظل حكومة أدولف هتلر - وخاصة مؤيدي «المعارضة اليمينية». في وقت لاحق، تمت مساعدة اللاجئين من إيطاليا موسوليني وإسبانيا فرانكو.
في عام 1940، أسس المنفيون الأوروبيون والليبراليون الأمريكيون المقربون من السيدة الأولى إليانور روزفلت لجنة الإنقاذ في حالات الطوارئ (ERC) لمساعدة اللاجئين الأوروبيين المحاصرين في فيشي بفرنسا. وصل فاريان فراي، العضو المؤسس في ERC إلى مرسيليا في غضون أسابيع قليلة من سقوط فرنسا حيث جمع فريقًا صغيرًا كان له دور فعال في مساعدة العديد من الأفراد على الهروب من فيشي والنازيين إلى بر الأمان في الولايات المتحدة وأماكن أخرى. تم إنقاذ أكثر من 2000 قائد سياسي وثقافي ونقابي وأكاديمي في غضون 13 شهرًا فقط وانتهى الأمر بطرد فراي على يد قوات فيشي الفرنسية. كما عمل فراي بشكل وثيق مع المخابرات البريطانية حيث ساعد في إنشاء طرق هروب للجنود البريطانيين.
في عام 1942، بعد دخول الولايات المتحدة الحرب العالمية الثانية، انضم الجيش الجمهوري الإيرلندي وجماعة الإنقاذ إلى القوات تحت اسم اللجنة الدولية للإغاثة والإنقاذ، والتي تم اختصارها لاحقًا إلى لجنة الإنقاذ الدولية. تم تمويل المنظمة إلى حد كبير من قبل صندوق الحرب الوطنية. وفقًا للمؤرخ إريك توماس تشيستر بحلول الخمسينيات من القرن الماضي، تطورت لجنة الإنقاذ الدولية إلى عملية عالمية تعمل كحلقة وصل أساسية في الشبكة السرية لوكالة المخابرات المركزية، وأصبحت منخرطة بشدة في المواجهات المتقلبة بين القوتين العظميين وشاركت في مجموعة من العمليات السرية الحساسة.

### الأربعينيات
في الأربعينيات من القرن الماضي، قامت لجنة الإنقاذ الدولية بإطعام الناس أثناء الحصار السوفيتي لبرلين الغربية. في عام 1945، في نهاية الحرب العالمية الثانية بدأت لجنة الإنقاذ الدولية برامج إغاثة طارئة وأنشأت مستشفيات ومراكز للأطفال وبدأت جهود إعادة توطين اللاجئين في أوروبا. مع نزول الستار الحديدي في عام 1946، بدأت لجنة الإنقاذ الدولية برنامج إعادة توطين للاجئين من أوروبا الشرقية والذي استمر حتى نهاية الحرب الباردة.

### الخمسينيات
في عام 1950، كثفت لجنة الإنقاذ الدولية مساعداتها في أوروبا من خلال مشروع برلين، الذي قدم الطعام لشعب برلين الغربية وسط تزايد القمع السوفيتي. بعد الحرب، ركز ممثلو اللجنة الأوروبيون على إعادة بناء الحزب الاشتراكي الديمقراطي الألماني كحصن ضد الشيوعيين.
تم انتخاب ليو شيرن، عضو مجلس إدارة لجنة الإنقاذ الدولية منذ عام 1946، رئيسًا للجنة في عام 1951. وقد شغل هذا المنصب لمدة 40 عامًا.
وفي الخمسينيات أيضًا، بدأت لجنة الإنقاذ الدولية برامج الإغاثة وإعادة التوطين للاجئين الذين نزحوا بسبب هزيمة الفيتناميين الشماليين للفرنسيين وسحق القوات السوفيتية للثورة المجرية. وفقًا للمؤرخ إريك توماس تشيستر لعبت لجنة الإنقاذ الدولية دورًا أساسيًا في إنشاء مجموعتين رئيسيتين من جماعات الضغط في واشنطن لدعم فيتنام الجنوبية، والأصدقاء الأمريكيين لفيتنام، وخليفتها لجنة المواطنين للسلام مع الحرية في فيتنام.

### 1960
في عام 1960، بدأت اللجنة برنامج إعادة التوطين للاجئين الكوبيين الفارين من نظام كاسترو وللاجئين الهايتيين الفارين من نظام دوفالييه.
كما امتدت عملياتها إلى إفريقيا في عام 1962 عندما فر 200.000 أنغولي إلى زائير. في ذلك العام أيضًا، بدأت لجنة الإنقاذ الدولية في مساعدة الصينيين على الفرار إلى هونغ كونغ من البر الرئيسي.

### 1970
كانت لجنة الإنقاذ الدولية نشطة في جميع أنحاء العالم، حيث قدمت الدعم للاجئين الفارين من الصراع في الهند وتشيلي وباراغواي وأوروغواي وغواتيمالا وكمبوديا ولاوس وفيتنام وأوغندا والاتحاد السوفيتي.

### 1980
في مطلع هذا العقد، أطلقت لجنة الإنقاذ الدولية برامج إغاثة طارئة للاجئين الأفغان الفارين إلى باكستان. بعد ثماني سنوات، بدأت لجنة الإنقاذ الدولية أنشطة إعادة تأهيل مجتمعية في أفغانستان لعشرات الآلاف من اللاجئين العائدين.
خلال حرب 1982 في لبنان، ساعدت لجنة الإنقاذ الدولية اللاجئين الفلسطينيين واللبنانيين.
منظمة المعونة الإسبانية للاجئين، التي خدمت الناجين من الحرب الأهلية الإسبانية في فرنسا، أصبحت قسمًا من لجنة الإنقاذ الدولية في عام 1984. ولاحقًا في نفس العام، بدأت لجنة الإنقاذ الدولية مشاريع الصحة والتنمية المجتمعية في السلفادور للنازحين من ضحايا الحرب الأهلية.
بالشراكة مع الحركة النقابية البولندية " تضامن" في عام 1987، بدأت لجنة الإنقاذ الدولية برنامج رعاية صحية في بولندا.
كما بدأت برامج الإغاثة لمساعدة اللاجئين الموزمبيقيين في ملاوي في عام 1987. بعد ثماني سنوات، كانت لجنة الإنقاذ الدولية في موزمبيق تساعد في عودتهم.
في عام 1989، تم إنشاء اللجنة النسائية للاجئين من النساء والأطفال من قبل لجنة الإنقاذ الدولية كمنظمة منتسبة تهدف إلى خدمة حقوق ومصالح 80% من اللاجئين في العالم من النساء والأطفال. أصبحت مفوضية المرأة مفوضية اللاجئات في عام 2009.

### 1990
بعد حرب الخليج الأولى، قدمت لجنة الإنقاذ الدولية لمساعدة مئات الآلاف من اللاجئين الأكراد الذين فروا من نظام صدام حسين. في عام 1992، بدأت لجنة الإنقاذ الدولية العمل في يوغوسلافيا السابقة، حيث تعاملت أولاً مع عواقب التطهير العرقي في البوسنة والهرسك ثم أطلقت لاحقًا برامج إعادة تأهيل مجتمعية في البوسنة.
أصبح المقر الرئيسي للجنة في مبنى شنين في وسط مانهاتن في عام 1994. في عام 1994، وضعت لجنة الإنقاذ الدولية برامج طوارئ في تنزانيا وزائير (الآن جمهورية الكونغو الديمقراطية) لمساعدة اللاجئين الفارين من الإبادة الجماعية والحرب الأهلية في رواندا.
بدأت عمليات اللجنة داخل كوسوفو في عام 1997 وتم توسيعها في عام 1999 لتلبية احتياجات لاجئي كوسوفو في مقدونيا وألبانيا والجبل الأسود والبوسنة. وفي عام 1997 أيضًا، افتتحت لجنة الإنقاذ الدولية مكتبًا في المملكة المتحدة.
في عام 1999، بدأت لجنة الإنقاذ الدولية عمليات الطوارئ في تيمور الشرقية.

### 2000
في عام 2000، أطلقت لجنة الإنقاذ الدولية برامج المأوى والصرف الصحي والتعليم الطارئة للاجئين الشيشان الفارين من القتال بين القوات الروسية والمتمردين الشيشان الانفصاليين.
في أعقاب هجمات 11 سبتمبر، قامت لجنة الإنقاذ الدولية بحملة مناصرة لعكس تباطؤ الحكومة الأمريكية في إعادة توطين اللاجئين.
استجابت لجنة الإنقاذ الدولية للحرب في العراق من خلال توفير المياه والصرف الصحي ودعم الرعاية الصحية من 2003 إلى 2005. في عام 2007، أطلقت لجنة الإنقاذ الدولية حملة لمساعدة ودعم النازحين العراقيين.
في عام 2005، بعد حوالي عقدين من بدء عبور اللاجئين البورميين إلى تايلاند، استمر الفقر والصراع العنيف في مناطق الأقليات العرقية في ميانمار في دفع الناس إلى المخيمات على طول الحدود. منذ افتتاحه في عام 2005، وبحلول عام 2012، ساعد مركز دعم إعادة التوطين (المعروف سابقًا باسم كيان المعالجة الخارجية) في العاصمة التايلاندية بانكوك، 90 ألف شخص على طلب القبول في الولايات المتحدة كلاجئين. يساعد مركز دعم إعادة التوطين بشكل أساسي اللاجئين في تايلاند، ولكنه يساعد أيضًا طالبي اللجوء في ماليزيا وسنغافورة وإندونيسيا ودول أخرى في جنوب شرق آسيا. يتم تمويل أنشطة المركز من قبل وزارة الخارجية الأمريكية، مكتب السكان واللاجئين والهجرة.
أصبحت لجنة المرأة التابعة للجنة الإنقاذ الدولية المعنية باللاجئين من النساء والأطفال هي اللجنة النسائية للاجئات في عام 2009.

### 2010
في أعقاب زلزال هايتي في يناير 2010، نشرت لجنة الإنقاذ الدولية فريق الاستجابة للطوارئ في هايتي لتقديم المساعدة إلى بورت أو برنس. عمل خبراء اللجنة في حالات الطوارئ الصحية والمأوى ورعاية الأطفال مع مجموعات المساعدة المحلية لمساعدة الناجين.
أصبح ديفيد ميليباند، وزير الخارجية البريطاني السابق، رئيس لجنة الإنقاذ الدولية ومديرها التنفيذي في عام 2013.
في عام 2015، وفقًا لمركز الإنقاذ الدولي، دربت 15000 مزارع، وأعطت 440.000 طفل لقاحات ضد الحصبة، وتدريبًا وظيفيًا لـ 27000 شخص، وأعيد توطين 10000 لاجئ في الولايات المتحدة.
في عام 2019، بدأت لجنة الإنقاذ الدولية في سان دييغو في استضافة «مهرجان أفلام اللاجئين» الذي يعرض أفلامًا وثائقية عن تجربة اللاجئين.

### 2020
في 13 مارس 2020، تم تأجيل مهرجان اللجنة السنوي الثاني لأفلام اللاجئين في سان دييغو حتى يونيو بسبب كوفيد 19.

## العمل الحالي
تعمل لجنة الإنقاذ الدولية الآن في حوالي 40 دولة وفي 26 مدينة أمريكية.
في عام 2010، تضمنت العمليات البارزة الاستجابة للكوارث في أعقاب الزلزال الذي ضرب هايتي، والبرامج الجارية لمواجهة الأزمة الإنسانية في الكونغو، ولمساعدة جهود إعادة بناء المجتمع في أفغانستان وباكستان، وجهود الدعوة وإعادة التوطين لصالح العراقيين الذين اقتلعتهم الحرب.
وكان التنظيم متورطا في الرد على مجزرة في بني وليد بليبيا حيث قُتل ما يقرب من مائة شاب كانوا يحاولون الفرار من إحدى المليشيات.
في 5 أغسطس 2018، أفيد أن الوكالة قد خفضت عدد موظفيها في جورجيا بعد انخفاض وصول اللاجئين إليها.

### جمهورية الكونغو الديمقراطية

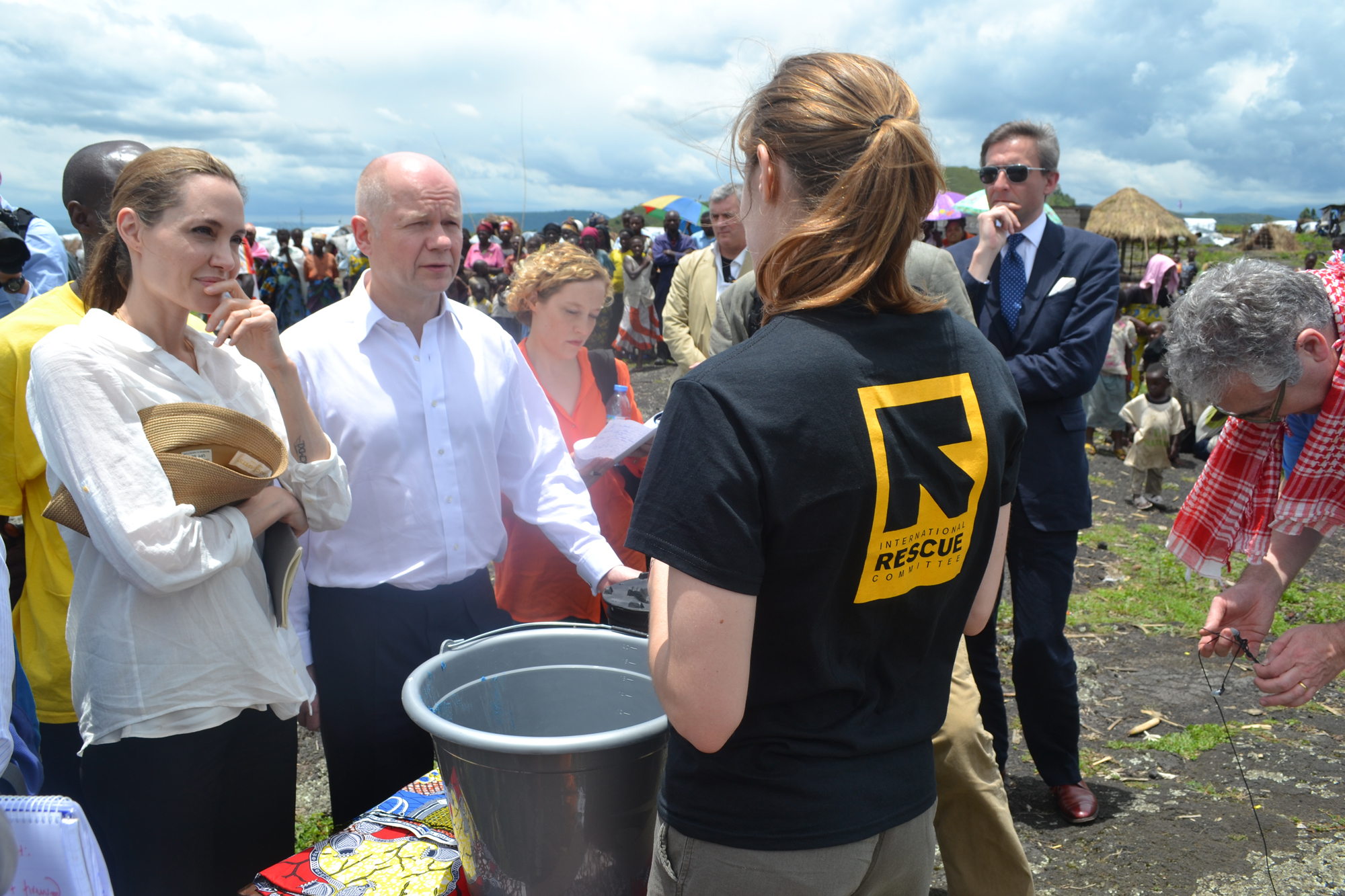
وزير الخارجية وليام هيغ والمبعوثة الخاصة للمفوضية أنجلينا جولي في مخيم نزولو للنازحين، بالقرب من غوما، شرق جمهورية الكونغو الديمقراطية، 25 مارس 2013، لقاء اللاجئين ولجنة الإنقاذ الدولية

تعد لجنة الإنقاذ الدولية واحدة من أكبر مقدمي المساعدة الإنسانية في جمهورية الكونغو الديمقراطية، حيث أودت النزاعات والأزمات الإنسانية بحياة 5.4 مليون شخص منذ عام 1998، وفقًا للدراسات التي راجعها الأقران من قبل لجنة الإنقاذ الدولية. تدير المنظمة برامج مخصصة للصحة والتعليم وتنمية المجتمع المدني والاستجابة لحالات الطوارئ والحد من العنف الجنساني في سبع مقاطعات كونغولية. نظرًا لاستخدام الاغتصاب وغيره من أشكال العنف الجنسي بشكل متزايد كتكتيك حرب من قبل الميليشيات المتورطة في النزاع، عززت لجنة الإنقاذ الدولية من برامج المساعدة والحماية الخاصة بالعنف الجنسي. بين عامي 2002 و 2018، قدمت لجنة الإنقاذ الدولية الرعاية الطبية والاستشارات وخدمات الدعم الاقتصادي لحوالي 40.000 امرأة وفتاة نجين من العنف الجنسي في الكونغو.

### العراق

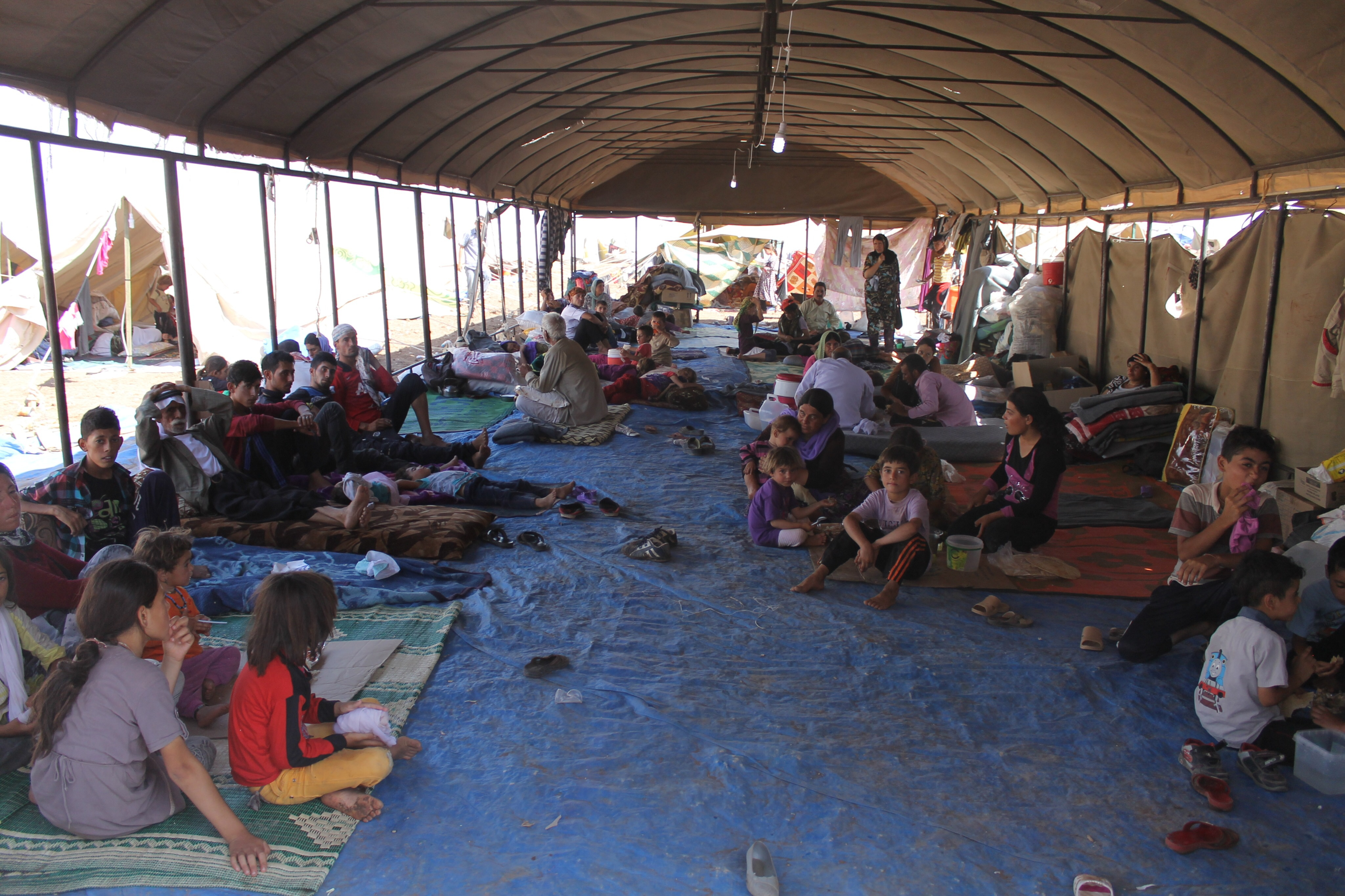
اللاجئون الأيزيديون من العراق يتلقون المساعدة من لجنة الإنقاذ الدولية في مخيم نوروز، سوريا، 13 أغسطس 2014

قامت لجنة الإنقاذ الدولية بعمليات في جميع أنحاء العراق من أبريل 2003 حتى ديسمبر 2004. استأنفت المنظمة عملياتها هناك في عام 2007، وتقوم الآن بتوسيع برامجها في جميع أنحاء العراق.
بالإضافة إلى مساعدة النازحين العراقيين داخل البلاد، تقدم لجنة الإنقاذ الدولية أيضًا المساعدة للاجئين العراقيين في الأردن سوريا، بالإضافة إلى أولئك الذين مُنحوا حق اللجوء في الولايات المتحدة.

## الوضع المالي
اعتبارًا من عام 2016، كان لدى لجنة الإنقاذ الدولية ما يقرب من 175,835,000 دولار في صافي الأصول، مع التمويل من الجهات المانحة الخاصة والمؤسسية. تمويل الحكومة الأمريكية لبرامج اللجنة يأتي من مكتب مساعدة الكوارث الأجنبية، ومكتب السكان واللاجئين والهجرة، والوكالة الأمريكية للتنمية الدولية، ووزارة الصحة والخدمات الإنسانية.
يُظهر تفصيل التقرير المالي للجنة أن أكبر استثمار في خدمة البرنامج كان في الخدمات الصحية، والتي استوعبت 38% من أموالها لعام 2016.
وفقًا لـ Charity Navigator، فإن اللجنة من بين أفضل 1% من المؤسسات الخيرية الأكثر ثقة، حيث يذهب أكثر من 90 سنتًا من كل دولار واحد إلى البرامج والخدمات التي تؤثر بشكل مباشر على عملائها.

## الوضع الإداري
الرئيس الحالي والمدير التنفيذي لهيئة الإنقاذ الدولية هو ديفيد ميليباند، وزير الخارجية البريطاني السابق.
كان سلف ميليباند كرئيس هو جورج إريك روب، الرئيس السابق لجامعة كولومبيا وجامعة رايس. أُعلن في 27 مارس 2013 أن ميليباند سيخلف روب في سبتمبر 2013.
يحكم المنظمة مجلس إدارة غير مدفوع الأجر، ومشرفون وأفراد موصوفون بأنهم يقدمون المشورة لمجلس الإدارة في مسائل السياسة وجمع الأموال والدعوة؛ وهم: مادلين أولبرايت وكوفي عنان وتوم بروكاو وهنري كيسنجر وكولين باول وليف أولمان.
بالإضافة إلى مقرها في نيويورك، تمتلك اللجنة أيضًا مكاتب في حوالي 40 دولة و 27 مدينة أمريكية، بالإضافة إلى مكاتب أوروبية في لندن وبرلين وبون وجنيف وبروكسل.
اعتبارًا من يونيو 2018، كان لدى اللجنة أكثر من 11000 موظف.